# Giacomo Danubio
Giacomo Danubio (Caltagirone, Catania, Italia, 23 de abril de 1967) es un dibujante de cómic italiano.

## Biografía
Asistió a los cursos de la "Scuola del Fumetto" de Milán. Durante los años 1980 trabajó para las editoriales Edifumetto y Ediperiodici, realizando los lápices para historietas eróticas o bélicas. En 1993 ilustró el número 0 de Demon Hunter, con guion de Gino Udina, editado por la editorial Xenia; continuó trabajando para esta historieta de terror desempeñándose como entintador. Posteriormente, trabajó como visualizador para varias agencias de publicidad. En 2007 empezó su colaboración con la editorial Bonelli, ilustrando historias de la Oesteada Tex.